# Phasia australiensis
Phasia australiensis là một loài ruồi trong họ Tachinidae.